# Casa-fàbrica Font-Serra

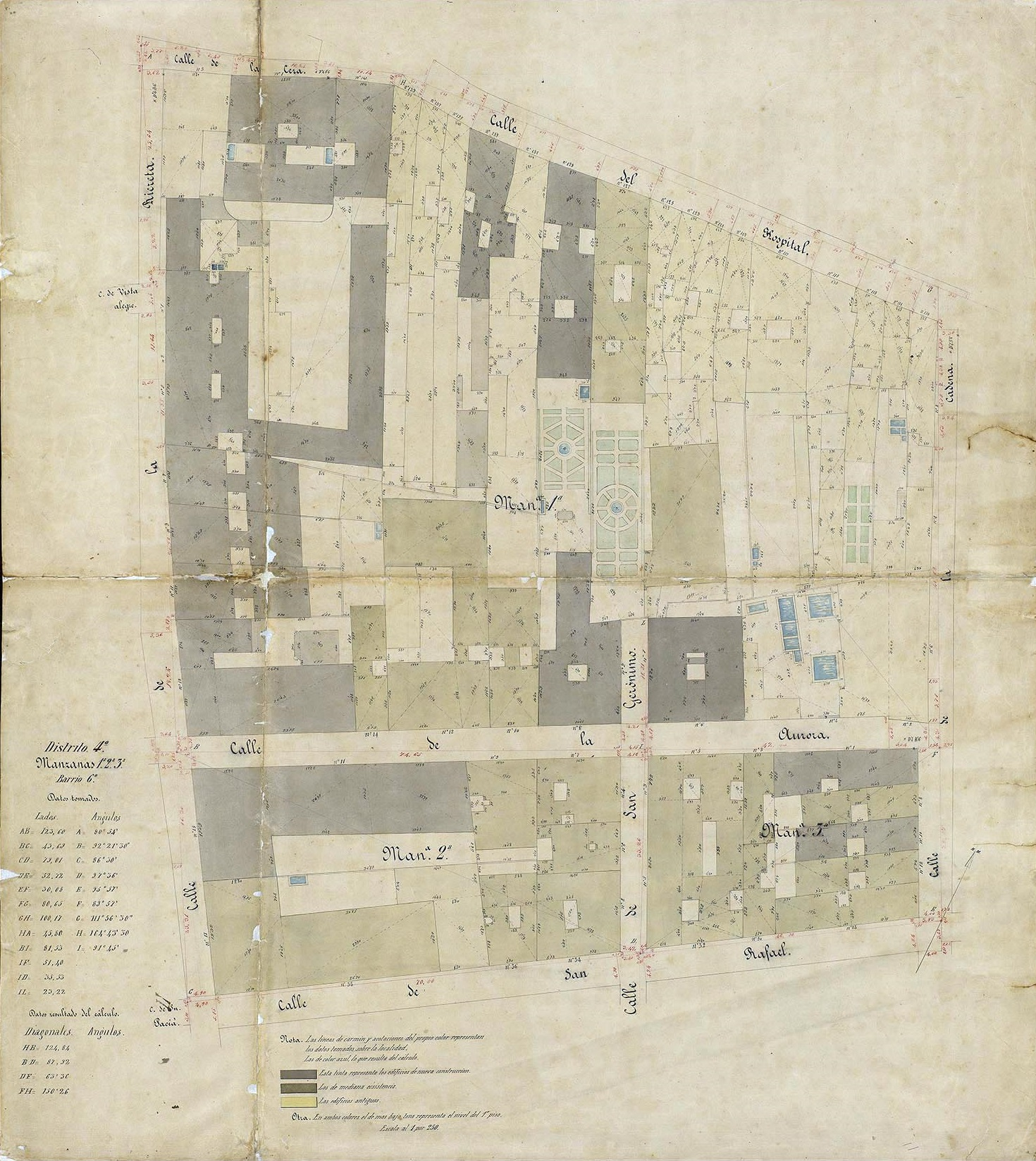
Quarteró núm. 98 de Garriga i Roca (c. 1858)

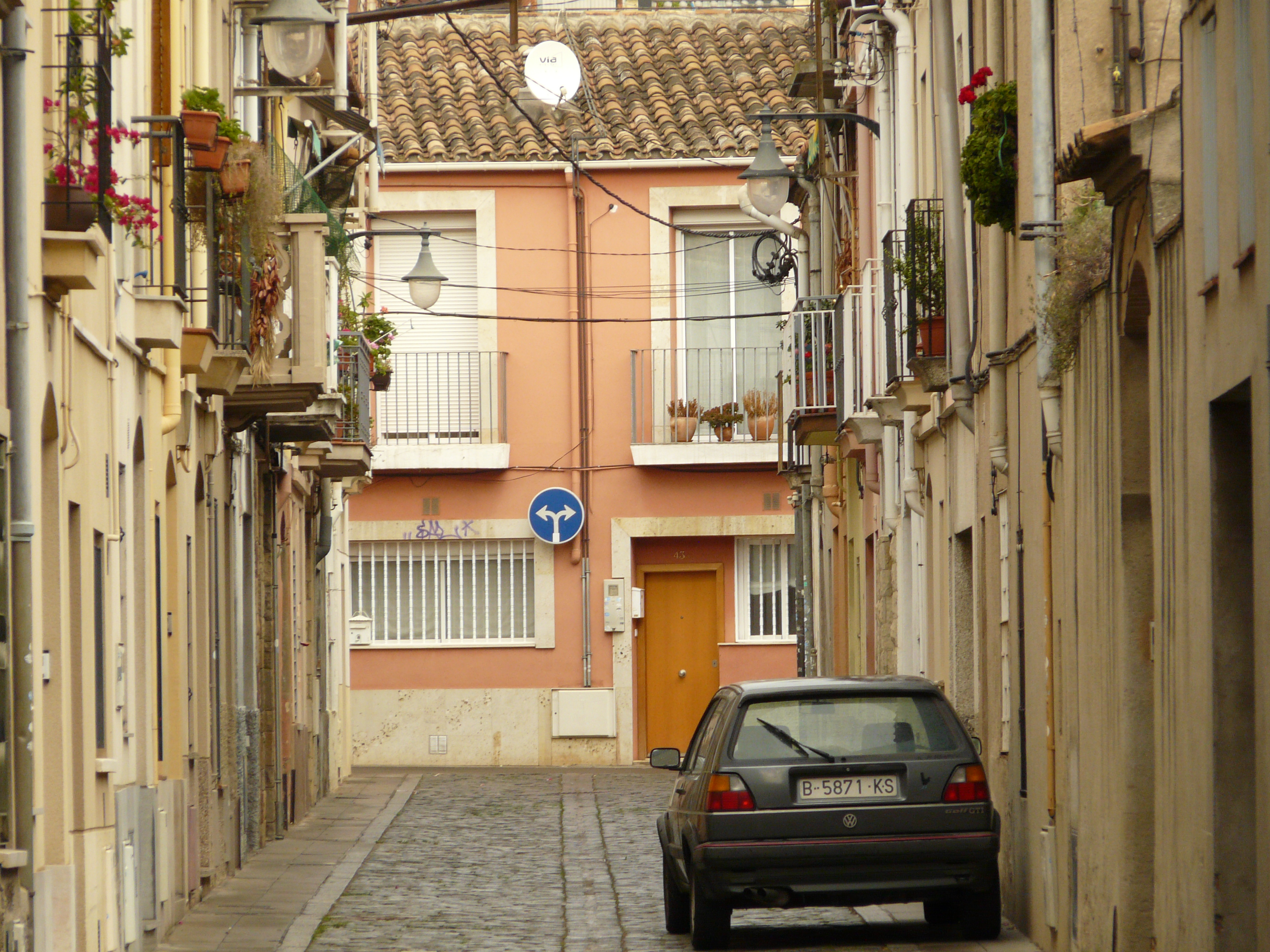
Carrer d'en Serra a Sant Feliu de Llobregat

La casa-fàbrica Font-Serra era un conjunt d'edificis del Raval de Barcelona, del que sobresortia el del carrer de l'Hospital, 141, actualment desaparegut. Es tractava d'un conjunt format per un cos de planta baixa i tres pisos destinat a habitatges i unes «quadres» diposades en forma d'«L» al voltant d'un gran pati d'illa, on es trobava un interessat porxo amb columnes de ferro colat. Tot i això, es conserven els edificis d'habitatges del voltant, als carrers de la Cera i de la Riereta.

## Història
El 1784, el comerciant Marià Font va adquirir al pagès Marià Cedó (o Sadó) un hort als carrers de la Riereta i de la Cera per 5.000 lliures, i tot seguit va demanar permís per a enderrocar-ne la tàpia i construir-hi una fàbrica d'indianes. Per al prat, va obtenir de Josepa Casas i Clavell l'establiment emfitèutic d'un terreny de sis mujades a l'Hospitalet de Llobregat, que seria conegut com a prat de la Manta. Els seus socis eren els també comerciants Mateu Civil, Duran i Llanza (raó social representada per Josep Francesc de Duran) i Armengol Gener, Fills i Cia (representada per Joaquim Gener). El 1786, Font va demanar permís per a continuar l'obra fins al segon pis i va adquirir unes cases al carrer de l'Hospital al constructor de carros Pau Feliu i als seus germans per 4.200 lliures. Aquell mateix any, Font es va separar de la societat, quedant la fàbrica sota l'administració d'Armengol Gener, Fills i Cia, que el 1788 va demanar permís per a fer-hi reformes.
El 1794, Armengol Gener, Fills i Cia va fer fallida, i el 1824, Ramon Sarriera i Dalmau, segrestador dels béns del concurs de creditors, va demanar permís per a obrir una finestra a la «quadra gran» del carrer de la Riereta. El 1829, aquest va vendre la propietat per unes 21.000 lliures barcelonines en brut al velluter Josep Serra i Marrugat, natural de Sant Feliu de Llobregat, que tot seguit va fer construir una nova casa-fàbrica al carrer de l'Hospital, segons el projecte del mestre de cases Joan Valls i Balansó. El 1830, Serra va adquirir tres plomes d'aigua de la mina de Montcada, i quatre més el 1835 per a l'abastiment del tint de cotó. El fum que sortia d'aquest malmetia la cera estesa sobre les teulades de la fàbrica de Maria del Carme Llord i Ballester al carrer de la Cera, arrendada al cerer Marià Gallissà i Amat, el que va motivar una denúncia. El dictamen de l'arquitecte municipal Josep Mas i Vila fou que Serra hauria de torçar la xemeneia cap a l'interior de la seva propietat.
El 1831 es va renovar per 5 anys la societat Jeroni Juncadella i Cia amb un capital de 75.000 lliures, de les quals 50.000 corresponien a Serra i 25.000 al fabricant de teixits de seda i cotó Jeroni Juncadella i Casanovas. Tanmateix, les diferències entre ambdós van provocar-ne la dissolució el 1835, amb el nomenament de dos àrbitres (un per cada part) que en supervisarien la liquidació. El 1836, Juncadella va cobrar 74.021 lliures, de les quals 49.021 corresponien a la maquinària, gèneres i la meitat dels beneficis.
El 1841, Serra ostentava el càrrec de vocal de la Junta fundacional de la Caixa d'Estalvis, el futur Banc de Barcelona, i en el cadastre del 1844 ocupava el segon lloc entre els majors contribuents de Barcelona, amb una cotització de 2.160 rals. A la mateixa època, va fer construir el conjunt de cases del carrer d'en Serra a Sant Feliu de Llobregat, on el 1845 el seu gendre Pau Maria Tintoré, casat amb la seva filla Eulàlia Serra i Batlle (†1846), va instal·lar una fàbrica de teixits, esdevenint així una mena de colònia industrial. El 1846, va demanar permís per a enderrocar la «quadra gran» del carrer de la Riereta i construir-hi un edifici d'habitatges seguint-ne la nova alineació (actuals núms. 1 ter-3-5), segons el projecte del mestre d'obres Josep Valls i Galí, fill de l'anterior.
El 1857, la seva neta Teresa Serra i Sandiumenge, filla del seu fill i hereu Josep Serra i Batlle (†1890), es va casar amb el fabricant Jaume d'Ossó i Cervelló (†1885), natural de Vinebre, i anys més tard, serien pares de Lluís d'Ossó i Serra. En aquella època, hi havia la companyia Conti i Cia, després Conti, Ossó i Cia: «Hospital, 141. Fábrica de varios tejidos de los Sres. Conti, Ossó y comp. Géneros de lana, seda, hilo y algodon. Driles. Damascos. Tartanes. Pañolería de todas clases. Escocesas, telas del Norte, y varias otras clases, para vestidos. Pieles de algodon para corsés. Espediciones.», que es va presentar a l'Exposició Industrial de Barcelona del 1860.
Finalment, la casa-fàbrica del carrer de l'Hospital fou enderrocada l'any 1991 per a la construcció d'una promoció d'habitatges i un aparcament.